# Horror.dk
Horror.dk (ISBN 978-87-588-0818-5) er en novelleantologi, udgivet på forlaget Tellerup i 2008, med bidrag af 12 danske horrorforfattere, redigeret af Mathias Clasen.
Horror.dk har sin egen hjemmeside med yderligere information om forfatterne og genren.

## Forfattere
- Kenneth Bøgh Andersen
- Carina Evytt
- Christian Haun
- Dennis Jürgensen
- Michael Kamp
- Hanna Lützen
- Peter Mouritzen
- Erwin Neutzsky-Wulff
- Jacob Hedegaard Pedersen
- Bernhard Ribbeck
- Bjarne Dalsgaard Svendsen
- Teddy Vork